# Championnat des Bermudes de football
Le championnat des Bermudes de football a été créé en 1963. Il existait auparavant deux championnats : un pour les blancs et un autre pour les noirs. La fusion des deux compétitions en 1963 donne naissance à l'actuel championnat des Bermudes.
Le championnat compte actuellement dix formations, regroupées au sein d'une poule unique, et qui s'affrontent à deux reprises. Le champion se qualifie pour la CFU Club Championship, s'il répond aux critères édictés par la CONCACAF. 
Le PHC Zebras est le club le plus titré, avec douze championnats remportés.

## Palmarès

### Palmarès par année
- 1963-1964 : Young Men's Social Club
- 1964-1965 : Young Men's Social Club
- 1965-1966 : Young Men's Social Club
- 1966-1967 : Somerset Cricket Club Trojans
- 1967-1968 : Somerset Cricket Club Trojans
- 1968-1969 : Somerset Cricket Club Trojans
- 1969-1970 : Somerset Cricket Club Trojans
- 1970-1971 : Pembroke Hamilton Club
- 1971-1972 : Devonshire Colts
- 1972-1973 : Devonshire Colts
- 1973-1974 : North Village Community Club
- 1974-1975 : Hotels International FC
- 1975-1976 : North Village Community Club
- 1976-1977 : Pembroke Hamilton Club
- 1977-1978 : North Village Community Club
- 1978-1979 : North Village Community Club
- 1979-1980 : Hotels International FC
- 1980-1981 : Southampton Rangers
- 1981-1982 : Somerset Cricket Club Trojans
- 1982-1983 : Somerset Cricket Club Trojans
- 1983-1984 : Somerset Cricket Club Trojans
- 1984-1985 : Pembroke Hamilton Club
- 1985-1986 : Pembroke Hamilton Club
- 1986-1987 : Somerset Cricket Club Trojans
- 1987-1988 : Dandy Town Hornets
- 1988-1989 : Pembroke Hamilton Club
- 1989-1990 : Pembroke Hamilton Club
- 1990-1991 : Boulevard Community Club
- 1991-1992 : Pembroke Hamilton Club
- 1992-1993 : Somerset Cricket Club Trojans
- 1993-1994 : Dandy Town Hornets
- 1994-1995 : Boulevard Community Club
- 1995-1996 : Vasco da Gama FC
- 1996-1997 : Devonshire Colts
- 1997-1998 : Vasco da Gama FC
- 1998-1999 : Vasco da Gama FC
- 1999-2000 : PHC Zebras
- 2000-2001 : Dandy Town Hornets
- 2001-2002 : North Village Community Club
- 2002-2003 : North Village Community Club
- 2003-2004 : Dandy Town Hornets
- 2004-2005 : Devonshire Cougars
- 2005-2006 : North Village Community Club
- 2006-2007 : Devonshire Cougars
- 2007-2008 : PHC Zebras
- 2008-2009 : Devonshire Cougars
- 2009-2010 : Dandy Town Hornets
- 2010-2011 : North Village Community Club
- 2011-2012 : Dandy Town Hornets
- 2012-2013 : Devonshire Cougars
- 2013-2014 : Dandy Town Hornets
- 2014-2015 : Somerset Cricket Club Trojans
- 2015-2016 : Dandy Town Hornets
- 2016-2017 : Robin Hood FC
- 2017-2018 : PHC Zebras
- 2018-2019 : PHC Zebras
- 2019-2020 : North Village Community Club
- 2020-2021 : Saison abandonnée (Covid-19)
- 2021-2022 : Dandy Town Hornets
- 2022-2023 : PHC Zebras
- 2023-2024 : PHC Zebras

### Bilan par club
- 13 titres : PHC Zebras
- 10 titres : Somerset Trojans
- 9 titres : North Village Rams
- 9 titres : Dandy Town Hornets
- 4 titres : Devonshire Cougars
- 3 titres : Devonshire Colts, Vasco da Gama FC, Young Men's Social Club
- 2 titres : Boulevard Community Club, Hotels International FC
- 1 titre : Robin Hood FC, Southampton Rangers